# Jan Zygmunt Skrzynecki

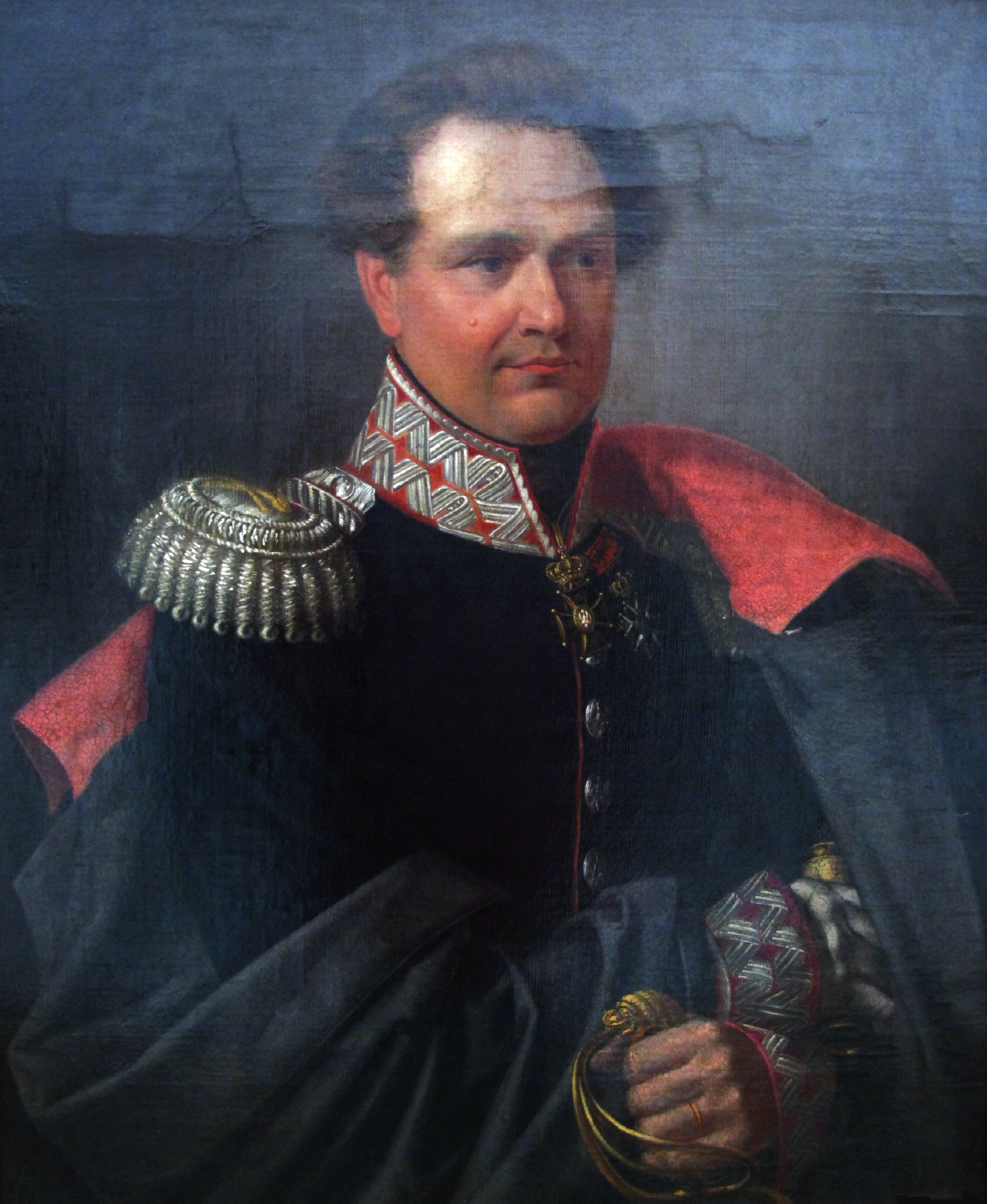
Jan Zygmunt Skrzynecki

Jan Zygmunt Skrzynecki, auch Jan Boncza Skrzynecki (* 8. Februar 1786 in Żebrak bei Siedlce; † 12. Januar 1860 in Krakau) war ein polnischer General.

## Leben
Jan Zygmunt Skrzynecki studierte zu Lemberg namentlich Mathematik, trat 1806 in das polnische Heer, zeichnete sich in den Feldzügen von 1812 bis 1814 mehrfach aus und erhielt 1815 als Oberst den Befehl über ein polnisches Infanterieregiment.
Beim Ausbruch der Revolution 29. November 1830 stellte er sich zur Verfügung des Großfürsten und folgte demselben an der Spitze seines Regiments, kehrte aber am 3. Dezember nach Warschau zurück, um sich der Nationalsache anzuschließen, wurde vom Oberbefehlshaber Radziwiłł zum Brigadegeneral ernannt und befehligte in der Schlacht bei Grochów (25. Februar 1831) mit Auszeichnung eine Division. Nach Radziwills Rücktritt zum Oberfeldherrn ernannt, widmete er sich zwar mit Eifer der notwendigen neuen Organisation, verzögerte aber in der Hoffnung auf eine Intervention der auswärtigen Mächte das polnische Vorgehen bis Ende März.
Unter seinem Kommando schlugen die Polen die russischen Heeresabteilungen des Generals Caspar von Geismar am 19. Februar bei Wawer und am 31. März das VI. Infanteriekorps des Generals von Rosen bei Dębe Wielkie, Skrzynecki unterließ es jedoch, den Sieg zu verfolgen. Erst als die Russen ihre Streitkräfte am 8. April im Raum Siedlce zu vereinigen suchten, griff er am 10. April die Korps von Rosen und Pahlen in der Schlacht bei Iganie an, blieb dann aber wieder einige Zeit untätig.
Der unglückliche Ausgang der Schlacht von Ostroleka (26. Mai), den er maßgeblich verschuldet hatte, weil er eine russische Stellung durch Einzelangriffe und nicht durch ein koordiniertes Vorgehen angreifen ließ, nötigte ihn zur Umkehr nach Warschau. Hier betrieb er, um den Einfluss der patriotischen Klubs zu schwächen, eine Reform der Regierung, versäumte aber darüber wieder die Gelegenheit zum Angriff auf die nach Diebitsch’ Tod durch die Cholera geschwächten Feinde.
Der Reichstag sandte daher am 10. August eine Untersuchungskommission in das Lager vor Bolimów, worauf er den Oberbefehl niederlegte. Er hielt sich seitdem bei dem Partisanenkorps des Generals Różycki auf und trat am 22. September mit diesem auf das Gebiet des Freistaats Krakau über, von wo er sich nach Galizien begab. Später lebte er in Prag, bis er 1839 nach Belgien ging, wo er den Oberbefehl über das Heer übernahm, aber infolge der Reklamationen Russlands, Österreichs und Preußens als Divisionsgeneral zur Disposition gestellt werden musste. Seitdem privatisierte er lange Zeit in Brüssel und starb am 12. Januar 1860 in Krakau.